# (121633) Ronperison
(121633) Ronperison est un astéroïde de la ceinture principale.

## Description
(121633) Ronperison est un astéroïde de la ceinture principale. Il fut découvert le 3 novembre 1999 aux Monts Santa Catalina par le projet CSS. Il présente une orbite caractérisée par un demi-grand axe de 3,09 UA, une excentricité de 0,19 et une inclinaison de 9,9° par rapport à l'écliptique.
Il est nommé d'après un contributeur de la mission OSIRIS-REx dont l'objet est l'étude de l'astéroïde (101955) Bénou.